# 그레비얼룩말
그레비얼룩말(학명: Equus grevyi)은 얼룩말의 일종이며 현존하는 얼룩말 중 가장 큰 종이다. 사바나얼룩말과는 달리 배 부분의 무늬가 없다. 얼룩말 중에서 가장 큰 종이지만 고기와 모피를 얻기 위한 무분별한 남획으로 인해 멸종위기종에 올라와 있다. 
1882년에 아비시니아 황제 메넬리크 2세가 당시 프랑스 대통령 쥘 그레비에게 선물했다고 해서 그레비얼룩말이란 이름이 생겼다.
성체의 천적은 사자, 점박이하이에나다. 그러나 새끼의 천적에는 표범, 아프리카들개도 포함된다.

## 국내 보유 현황
국내에선 과거 서울대공원 제3아프리카관에서 전시했었는데 그때 전시하던 그레비얼룩말 암컷 '젤러'(1980~2011)가 짝짓기 때 수컷들을 다 차죽인 적이 있었다.(1993, 1994, 1997) 그 때문에 팜므파탈을 비튼 '팜므 파말' 이라고 불릴 정도였다. 결국 암컷만 따로 전시했다가 폐사하면서 현재는 볼 수 없다. 참고로 젤러 생전 당시 국내 최후의 블레스복과도 합사됐었으나 둘은 서로를 외면했다. 젤러가 숨진 이후 우리나라에 보유하는 얼룩말은 그랜트얼룩말 밖에 남지 않게 되었다.